# Shanda
Shanda Interactive Entertainment Limited (ou Shanda Interactive) (chinois : 盛大互动娱乐有限公司 ; pinyin : Shèngdà Hùdòng Yúlè Yǒuxiàn Gōngsī) est une société chinoise basée à Shanghai de développement et d'exploitation de jeux vidéo en ligne massivement multijoueur ainsi qu'une maison d'édition.
En 2005, la société revendique 460 millions de comptes enregistrés et une moyenne de 1,2 million de joueurs connectés à tout moment. Son introduction en bourse en 2004 sur le NASDAQ a soulevé 151 800 000 dollars.

## Histoire
L'entreprise est fondée en décembre 1999 par Chen Tianqiao (en) et Chen Danian (zh). En 2001, l'entreprise achète les droits de The Legend of Mir II pour 300 000 $, qu'elle publie en septembre 2001.

## Conflit de droit d'auteur
En 2003, un différend sur le partage des bénéfices provoque une fracture entre Shanda et le développeur coréen Wemade Entertainment. Ne pouvant plus exploiter The Legend of Mir 2 (chinois : 热血 传奇), Shanda développe le jeu The World of Legend (chinois : 传奇 世界), dont l'exploitation débute en juin 2003. Shanda transfère toutes les données des utilisateurs de The Legend of Mir 2 vers ce nouveau jeu, en promettant à ses clients que leurs personnages, points d’expérience, armures et armes demeureront identiques. Wemade Entertainment estime que The World of Legend est une copie de Mir 2, la société poursuit Shanda pour violation du droit d'auteur en octobre 2003. Après une longue bataille juridique, les deux sociétés ont trouvé un accord le 26 avril 2009.

## Jeux
- Company of Heroes Online
- Chinese Heroes
- Dragon Ball Online
- Dragon Nest
- Dungeons and Dragons Online: Stormreach
- Legend of Mir II
- MapleStory
- Ragnarok Online
- The Age
- Bomb and Bubble
- GetAmped
- Magical Land
- Shanda Rich Man
- Super Star
- The Sign
- Three Kingdoms
- The World of Legend

## Consoles de jeu
- Ez Station
- Ez MINI